# Young Kwok Wai
Young Kwok Wai (ur. 3 września 1929 w Chinach) – hongkoński strzelec, olimpijczyk. 
Brał udział w igrzyskach olimpijskich w 1968 (Meksyk). Wystąpił wówczas w konkurencji pistoletu szybkostrzelnego (25 metrów), w której zajął ostatnie, 56. miejsce. 

## Wyniki olimpijskie
| Igrzyska | Konkurencja                   | Wynik                 | Miejsce    | Źródło |
| -------- | ----------------------------- | --------------------- | ---------- | ------ |
| IO 1968  | Pistolet szybkostrzelny, 25 m | 517 punktów (241-276) | 56 (na 56) | [ 1 ]  |